# 公共埤圳
公共埤圳是台灣在日治時代的農田水利制度。主要的目的是讓水利設施受到妥善的維護並由國家取代私人掌握水資源。法律依據1901年7月4日，日治臺灣總督發布為律令第六號「臺灣公共埤圳規則」共16條。並於同年9月1日頒布「臺灣公共埤圳規則施行細則」28條。  將較具規模的埤圳收歸公有由官廳管理，並於1907年7月日治總督府頒布「臺灣公共埤圳聯合會規則」3條，部分廳設立公共埤圳聯合會，成為廳內公共埤圳的聯盟，負責處理公共事務，並由公共埤圳管理者成立法人組織「公共埤圳組合」負責管理。